# 돌아온 외다리
《돌아온 외다리》(Returned A Single-Legged Man)는 한국에서 제작된 이두용 감독의 1974년 액션, 드라마 영화이다. 한용철 등이 주연으로 출연하였고 곽정환 등이 제작에 참여하였다.

## 출연

### 주연
- 한용철
- 김문주
- 정애정

### 조연
- 조춘